# Anders Bodelsen
Anders Bodelsen (Frederiksberg, 11 febbraio 1937 – 17 ottobre 2021) è stato uno scrittore danese.

## Biografia
Scrittore prolifico, appartiene alla corrente neo-realista danese, affermatasi negli anni '60 con scrittori come Christian Kampmann e Henrik Stagerup. È considerato il maggiore esponente di questa corrente. I suoi romanzi presentano spesso tratti essenziali del thriller, con un'attenzione particolare al materialismo e alle contraddizioni tipiche della classe media.
Il suo romanzo più noto è sicuramente Pensa un numero, del 1968, inizialmente pubblicato in Italia nella collana Il giallo Mondadori con il titolo Buon appetito, Bork!, (titolo originale: Taenk på et tal) dal quale sono stati tratti ben due film. Tra questi, L'amico sconosciuto del 1978, che vede lo stesso Bodelsen tra gli sceneggiatori.

## Opere
- 1959 - De lyse nætters tid
- 1964 - Villa Sunset
- 1968 - Hændeligt uheld
- 1968 - Tænk på et tal
- 1969 - Frysepunktet
- 1970 - Ferie
- 1971 - Straus
- 1971 - Hjælp
- 1972 - Pigerne på broen
- 1973 - Bevisets stilling
- 1974 - Alt hvad du ønsker dig
- 1975 - Blæsten i Alleen
- 1975 - Operation Cobra
- 1976 - Pengene og livet
- 1977 - De gode tider
- 1978 - År for år
- 1980 - Borte, borte
- 1982 - Over regnbuen
- 1984 - Domino
- 1985 - Revision
- 1986 - Guldregn
- 1988 - Mørklægning
- 1989 - Byen uden ildebrande
- 1991 - Rød september
- 1993 - Farligt bryg
- 1997 - Den åbne dør
- 2009 - Varm luft

### Edizioni italiane
- Buon appetito, Bork! (Tænk på et tal), Mondadori, Milano, 1971
- Il rivale (Straus), traduzione di Lidia Ballanti, Mondadori, Milano, 1974
- I soldi e la vita (Pengene og livet), Mondadori, Milano, 1978
- Pensa un numero (Tænk på et tal), traduzione di Maria Luisa Bocchino, Iperborea, Milano, 2011
- La borsa e la vita (Pengene og livet), traduzione di Karen Tagliaferri, Iperborea, Milano, 2012